# Орандж (Вісконсин)
Орандж (англ. Orange) — місто (англ. town) в США, в окрузі Джуно штату Вісконсин. Населення — 540 осіб (2020).

## Демографія
Згідно з переписом 2010 року, у місті мешкало 570 осіб у 223 домогосподарствах у складі 161 родини. Було 282 помешкання
Расовий склад населення:
| - 97,5 % — білих - 0,9 % — корінних американців - 0,2 % — чорних або афроамериканців |

До двох чи більше рас належало 0,7 %. Частка іспаномовних становила 1,2 % від усіх жителів.
За віковим діапазоном населення розподілялося таким чином: 21,9 % — особи молодші 18 років, 59,7 % — особи у віці 18—64 років, 18,4 % — особи у віці 65 років та старші. Медіана віку мешканця становила 45,3 року. На 100 осіб жіночої статі у місті припадало 115,9 чоловіків;  на 100 жінок у віці від 18 років та старших — 117,1 чоловіків також старших 18 років.
Середній дохід на одне домашнє господарство  становив 66 174 долари США (медіана — 56 250), а середній дохід на одну сім'ю — 71 594 долари (медіана — 63 438). Медіана доходів становила 32 917 доларів для чоловіків та 32 188 доларів для жінок. За межею бідності перебувало 6,3 % осіб, у тому числі 5,2 % дітей у віці до 18 років та 10,3 % осіб у віці 65 років та старших.
Цивільне працевлаштоване населення становило 245 осіб. Основні галузі зайнятості: виробництво — 17,1 %, освіта, охорона здоров'я та соціальна допомога — 15,9 %, публічна адміністрація — 14,3 %.